# Фондовая биржа Каракаса
Фондовая биржа Каракаса — фондовая биржа, расположенная в Каракасе, Венесуэла. Была основана в 1947 году и в 1974 году слилась с конкурирующей биржей, образовав тем самым единственную площадку по торговле ценными бумагами в стране.
На логотипе Фондовой биржи изображена сейба «Святой Франциск», которая является достопримечательностью Каракаса и Национальным природным памятником.